# Hypena griseofasciata
Hypena griseofasciata är en fjärilsart som beskrevs av Rothschild 1916. Hypena griseofasciata ingår i släktet Hypena och familjen nattflyn. Inga underarter finns listade i Catalogue of Life.